# Ничего личного (фильм, 2007)
«Ничего личного» — российский фильм-драма 2007 года по мотивам книги Леонида Словина «Полночный детектив» («Ночной детектив»).

## Сюжет
Частный сыщик Владимир Зимин получает заказ на видеонаблюдение за квартирой. Благополучно установив «жучки» и микрокамеры, он начинает вести слежку. Вскоре выясняется, что хозяйка квартиры Ирина работает в аптеке и страдает от неустроенной личной жизни. Зимин начинает сомневаться, что кому-то может быть настолько интересна жизнь этой одинокой женщины, что за один день её жизни предлагают 500 долларов. Наконец выясняется, что заказчик перепутал квартиры и нужная женщина живёт по соседству. Ею оказывается привлекательная блондинка, к которой частенько приходит любовник, молодой бизнесмен и начинающий политик.
Переключившись на новый объект, Зимин, тем не менее, не спешит расставаться со своей прежней подопечной.

## В ролях
| Актёр             | Роль              |
| ----------------- | ----------------- |
| Валерий Баринов   | Зимин             |
| Зоя Кайдановская  | Ирина             |
| Мария Леонова     | Катя, «Блондинка» |
| Наталья Кочетова  | жена Зимина       |
| Шухрат Иргашев    | шеф Зимина        |
| Александр Клюквин | ночной гость      |
| Юрий Киселёв      | знакомый Ирины    |
| Юрий Майоров      | Олег              |
| Фируз Сабзаалиев  | охранник ДЭЗа     |
| Нина Камышева     | старая секретарша |
| Татьяна Сорочкина | новая секретарша  |

## Съёмочная группа
- Режиссёр и сценарист — Лариса Садилова
- Операторы — Добрыня Моргачёв, Дмитрий Мишин
- Художник — Негмат Джураев

## Награды
- 2007 — Приз ФИПРЕССИ на МКФ в Москве
- 2007 — Приз за лучшую мужскую роль (Валерию Баринову) на КФ «Московская премьера»
- 2007 — Приз за лучшую женскую роль (Зоя Кайдановская) на МКФ в Ялте (Украина)
- 2007 — Специальный приз жюри на МКФ «Восток — Запад» (Баку , Азербайджан)
- 2008 — Европейская премьера фильма в рамках МКФ в Роттердаме (Нидерланды)